# Herilla
Herilla is een geslacht van slakken uit de  familie van de Clausiliidae.

## Soorten
De volgende soorten zijn bij het geslacht ingedeeld:
- Herilla bosniensis (v. Vest, 1867)
- Herilla durmitoris (O. Boettger, 1909)
- Herilla illyrica (Möllendorff, 1899)
- Herilla jabucica (O. Boettger, 1907)
- Herilla pavlovici (A. J. Wagner, 1914)
- Herilla ziegleri (Küster, 1845)

### Synoniemen
- Herilla excedens O. Boettger, 1909 => Herilla jabucica excedens O. Boettger, 1909